# Maboroshi No Hikari
Maboroshi No Hikari (Japans: 幻の光), ook bekend als Maborosi, is een Japanse film uit 1995 van Hirokazu Kore-Eda gebaseerd op de gelijknamige novelle van Teru Miyamoto uit 1983. De film ging in première op het Filmfestival van Venetië en won er de Gouden Osella, de prijs voor de beste regie.

## Verhaal
Aan het begin van de film zien we in een flashback het dan nog jonge meisje Yumiko op een zomeravond haar grootmoeder, die bij hen inwoont, achterna hollen. Die is
- naar eigen zeggen - zinnens om “thuis” te gaan sterven. Yumiko slaagt er niet in om haar hiervan te doen afzien en oma blijkt achteraf dan ook verdwenen.
Terug in het heden verwijt Yumiko zichzelf dit nog steeds en het bezorgt haar regelmatig nachtmerries. Inmiddels is ze wel gelukkig getrouwd met een jeugdvriend, Ikuo. Samen met hun baby van drie maanden oud, Yuichi, wonen ze nabij de grootstad Osaka. Het lijkt een perfect gezinnetje, tot op een dag Ikuo verdwijnt. Yumiko verneemt van de politie dat haar man langs het spoor liep en gegrepen werd door een trein. Meer dan waarschijnlijk gaat het om zelfdoding, al ontbreekt daartoe elk motief en heeft hij nooit een signaal in die zin gegeven. Nu ze voor de tweede maal een dierbare verliest, is Yumiko helemaal van slag maar ze wordt bijgestaan door haar moeder en door haar buurvrouw en huisbazin, mevrouw Ono.
Enkele jaren later - haar zoon is ondertussen vijf jaar oud - laat zij zich door mevrouw Ono overhalen tot een gearrangeerd huwelijk met Tamio, een weduwnaar die met zijn achtjarige dochter Tomoko uit zijn eerste huwelijk en met zijn vader Yoshihiro samenwoont in zijn geboorteplaats Wajima, een rustig vissersdorp aan de kust op het schiereiland Noto.
Het is winter als Yumiko daar aankomt en op hun eerste afspraak is hij meteen al te laat, druk bezig als hij is met zijn werk. Tamio stelt haar voor aan zijn familie, enkele kennissen en buren - waaronder mevrouw Tomeno, een kranig oudje dat zelf nog actief visser is. De zee is op dat moment erg onrustig, en geeft als het ware de gemoedstoestand van Yumiko weer. In de volgende maanden ontpopt Yumiko zich als liefhebbende echtgenote en zorgdragende moeder voor beide kinderen Yuichi én Tomoko. Stilaan lijkt ze afstand te hebben genomen van alle donkere hersenspinsels die haar vroeger plaagden. En met de tijd is ook de zee tot rust gekomen.
In de zomer keert Yumiko, naar aanleiding van het huwelijk van haar broer Takeshi, voor een dagje terug naar Osaka om er enkele mensen te bezoeken die haar nauw aan het hart liggen zoals haar moeder of haar vroegere buurvrouw en huisbazin, mevrouw Ono. Ze gaat ook nog een keer binnen in het theehuis waar zij met haar eerste man Ikuo al eens kwam. De uitbater vertelt haar dat Ikuo daar de avond van zijn dood nog langs geweest is en had gezegd dat hij zijn portefeuille vergeten had. Maar ook daar was er niets dat erop wees dat hij vlak nadien uit het leven zou stappen. Ze gaat ook een kijkje nemen bij de fabriek waar Ikuo werkte, maar die blijkt inmiddels gesloten te zijn.
Eenmaal terug thuis van Osaka blijken haar herinneringen Yumiko weer parten te spelen, hernieuwd als deze zijn door haar verblijf ginder - zoals bijvoorbeeld de fietser die belt, zoals Ikuo dat zo vaak deed. Naarmate de maanden voorbijgaan maakt haar echtgenoot Tamio zich steeds meer zorgen over zijn vrouw: heeft zij misschien heimwee naar haar vroegere leven? Helemaal ongerust wordt zij dan wanneer mevrouw Tomeno op een winterdag uit vissen gaat en voor Yumiko krabben zal meebrengen, maar vervolgens niet meer opdaagt. Er is een storm opgestoken en het ergste valt te vrezen: verliest Yumiko alweer iemand? Gelukkig keert mevrouw Tomeno uiteindelijk toch behouden terug. Tamio stelt zijn vrouw gerust en drukt haar op het hart dat zij zich niet altijd zo’n grote zorgen moet maken.
Maar op een avond blijft ook hij wat langer dan voorzien weg en komt het tot een discussie. Mevrouw Tomeno heeft Yumiko verteld dat de echte reden waarom Tamio destijds teruggekeerd is naar zijn dorp, niet was om voor zijn vader te zorgen maar om er te huwen met zijn grote liefde van toen. Yumiko verwijt hem dat hij haar daarrond heeft belogen.
Als Tamio de volgende dag van zijn werk thuiskomt, blijkt Yumiko verdwenen te zijn. Zonder iemand te verwittigen, is zij een rouwstoet achterna gelopen. Hij vindt haar terug aan het strand waar ze na de verbranding van de overledene in haar eentje staat te mijmeren bij het vuur. Ze zegt dat ze enkel vrede met zichzelf zal hebben als ze weet waarom Ikuo zelfmoord pleegde. Tamio verwijst dan naar zijn eigen vader Yoshihiro: die voelde steeds een onweerstaanbare drang naar zee omdat hij daar in de verte een (dwaal)licht - in het Japans: “Maboroshi no hikari” - dacht te zien fonkelen. En dat, zegt Tamio, kan iederéén overkomen. En zo keert eindelijk de rust terug in het gezin.

## Rolverdeling
| Acteur          | Personage              |
| --------------- | ---------------------- |
| Makiko Esumi    | Yumiko                 |
| Takashi Naitô   | Tamio                  |
| Tadanobu Asano  | Ikuo                   |
| Gohki Kashiyama | Yuichi                 |
| Naomi Watanabe  | Tomoko                 |
| Akira Emoto     | Yoshihiro              |
| Mutsuko Sakura  | Mw. Tomeno             |
| Hidekazu Akai   | uitbater theehuis      |
| Minori Terada   | inspecteur van politie |
| Sayaka Yoshino  | Yumiko (jong)          |

## Prijzen
- 1995: Filmfestival van Venetië - Gouden Osella, beste regisseur
- 1995: Internationaal filmfestival van Chicago - Gold Hugo, beste film
- 1995: Internationaal filmfestival van Vancouver - Dragons and Tigers Award (ex-aequo met Goldfish van Wu Di)
- 1996: Japan Academy Prize -  beste acteerdebuut van het jaar  (Makiko Esumi)
- 1996: Blue Ribbon Award -  beste acteerdebuut van het jaar  (Makiko Esumi)
- 1996: Mainichi Film Award - beste acteerdebuut (Makiko Esumi)
- 1996: Mainichi Film Award - beste muziek (Ming-chang Chen)